# Tarō Okamoto
Pour les articles homonymes, voir Okamoto.
Tarō Okamoto (岡本 太郎, Okamoto Tarō) est un artiste japonais né le 26 février 1911 et mort le 7 janvier 1996. 

## Biographie
Tarō Okamoto arrive à Paris en décembre 1929. Il expose pour la première fois au Salon des surindépendants en 1932.
Il étudie à la Sorbonne de 1930 à 1940. Son but premier était de faire de la peinture, mais il s'est également intéressé à l'ethnologie, la philosophie et la sociologie. 
Pendant son séjour en France, il rencontre Pablo Picasso, Georges Bataille, Max Ernst, Marcel Mauss, etc. Durant cette période, il aurait d'ailleurs été membre, assez brièvement, de la société secrète Acéphale, fondée par Bataille, en parallèle de la revue du même nom,.
Après avoir pratiqué l'abstraction dans le groupe Abstraction-Création en 1933-1934, il se tourne vers une figuration surréalisante dont les motifs majeurs sont les papillons et les rubans.
À la suite de son expérience en France, il réalise plusieurs œuvres majeures après guerre. Son œuvre la plus connue au Japon est probablement la Tour du Soleil (太陽の塔, Taiyō no tō), totem symbole de l'exposition universelle d'Osaka en 1970.

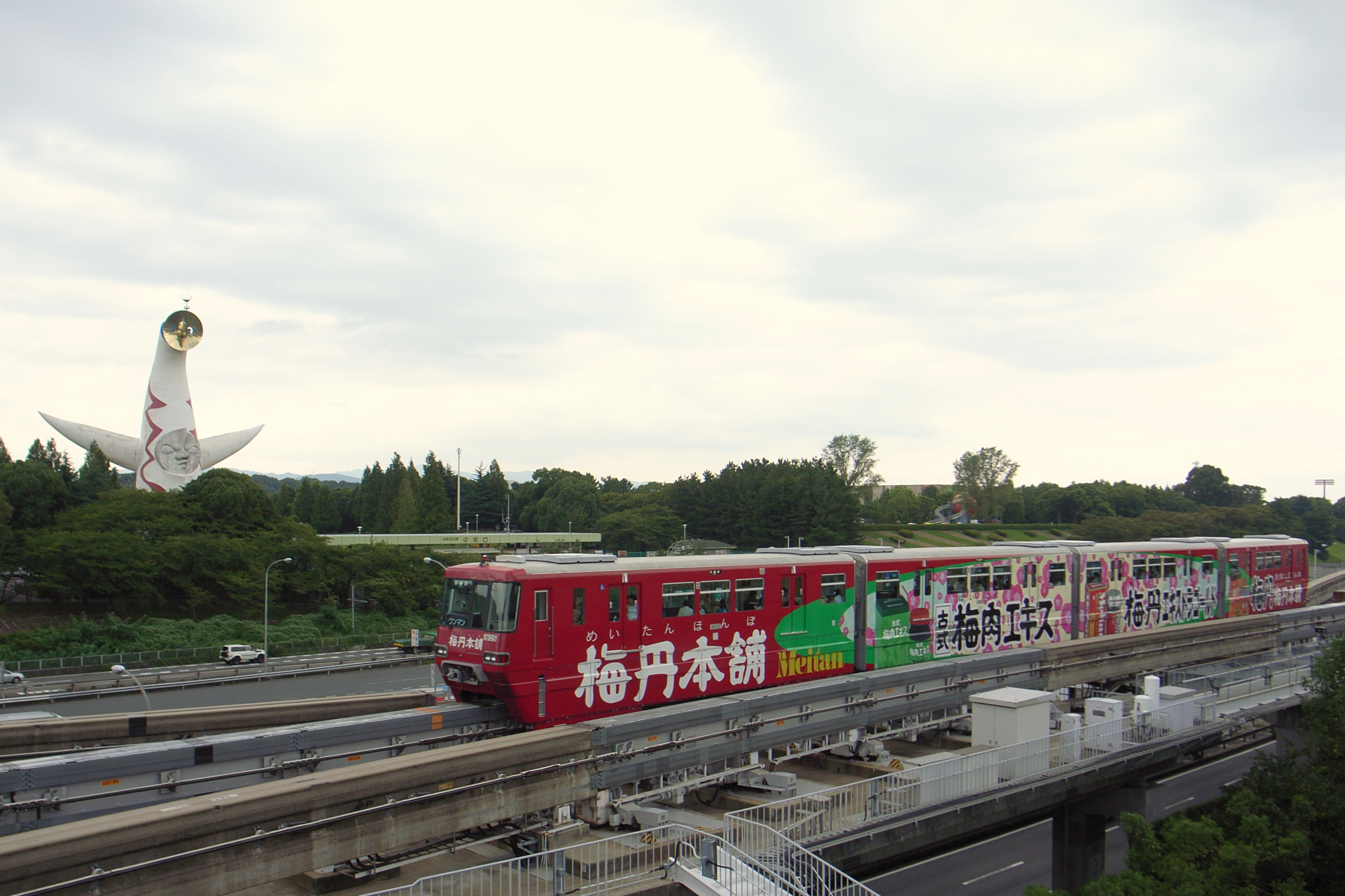
Une rame du monorail d'Osaka passant devant la Tour du Soleil (Osaka, 2008).

## Publications
Il a écrit plusieurs ouvrages dans lesquels il explique sa conception de l'art, dont L'Esthétique et le Sacré.

## Postérité
Kawasaki, sa ville natale, lui a dédié un musée en 1999, le Taro Okamoto Museum of Art (岡本太郎美術館, Okamoto Tarō bijutsukan), dans l'arrondissement de Tama au nord-ouest de la ville, à côté du Nihon Minka-en, musée en plein air des maisons traditionnelles.
Sa maison, et atelier, à Aoyama (Tokyo), est également ouverte à la visite.
En 2008, une fresque murale représentant une explosion nucléaire est exposée dans la station de métro de Shibuya à Tokyo. Le Mythe de demain (明日の神話, Asu no shinwa) est une fresque de 5,5 mètres de haut sur 30 de long retrouvée au Mexique en 2003.
Tarō Okamoto a servi de source d'inspiration pour la création du personnage Deidara dans Naruto. Ses techniques sont inspirées d'une de ses phrases, qui déclarait que « L'art est explosion » (« Geijutsu wa bakuhatsu da » en japonais). Cette fois, les explosions sont néanmoins bien réelles. À sa mort, Deidara se transforme d'ailleurs en une gigantesque déflagration similaire à l'œuvre la Tour du Soleil du même Okamoto[réf. souhaitée].

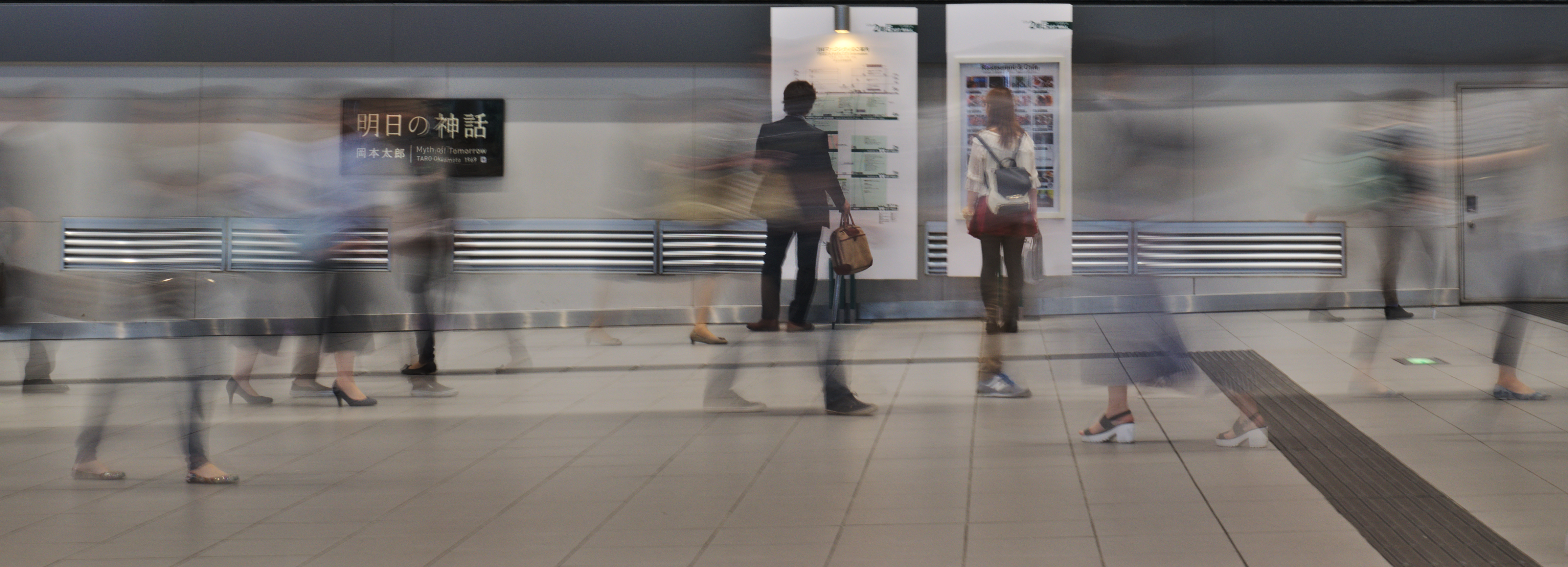
Passants au pied du Mythe de demain, à Shibuya.

La Tour du soleil a inspiré Naoki Urasawa pour son manga 20th Century Boys. Urasawa s'est également inspiré d'Okamoto pour créer le logo emblématique de la série[réf. nécessaire].